# Anda suelto el animal (selección)

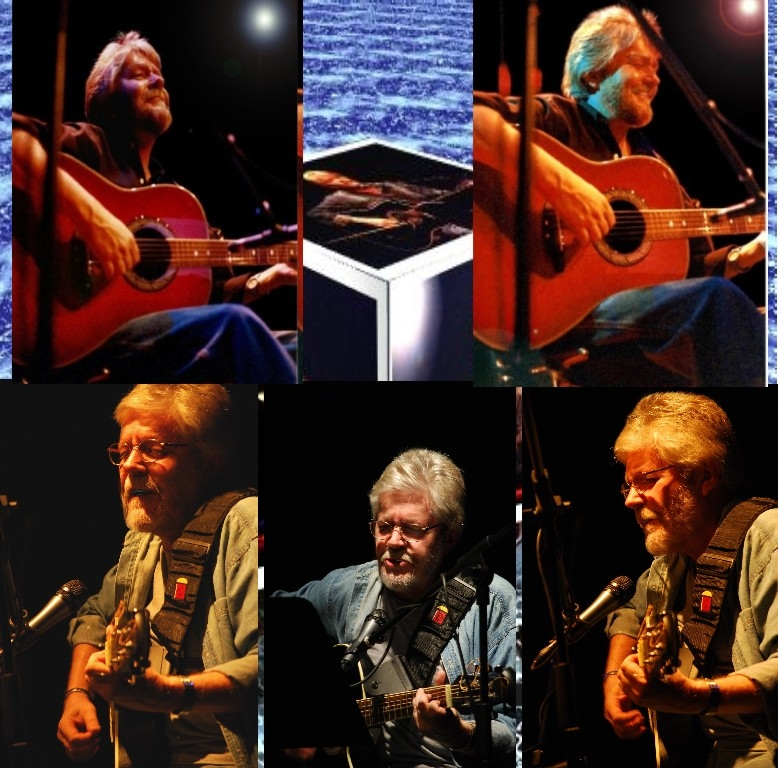
Xulio Formoso en concierto.

Anda suelto el animal (Selección), como su nombre lo indica, es una antología de 19 canciones extraídas del box set Anda suelto el animal editado por Xulio Formoso en el 2008. Esta producción discográfica ha sido altamente cuestionada, más que por su valor estético, por usar para su producción recursos del Estado venezolano y La Plataforma del Disco siendo el autor del mismo Ministro de La cultura. Después de haberse invertido millones de dólares en esta plataforma para la difusión de los cultores venezolanos tradicionalmente excluidos, la única producción que de allí ha salido ha sido "Anda suelto el animal". La razón de esta edición no fue otra que sacar al mercado un CD más accesible y manejable que el original, cuyo empaque y extensión (tres discos compactos y un DVD) lo hace menos atractivo al público general. Las pistas incluidas en la selección son idénticas a las incluidas en el box set, con excepción de Anda suelto el animal, primer tema de ambos álbumes. En este disco la canción pasó de un arreglo para piano y armónica a uno blues totalmente diferente al original. 

## Canciones
1. Anda suelto el animal (Farruco Sesto; Xulio Formoso)
2. Camarada, camarita (Farruco Sesto; Xulio Formoso)
3. Canto del Alba (Farruco Sesto; Xulio Formoso)
4. Quién de los ríos prendado (Farruco Sesto; Xulio Formoso)
5. Ella tomó mi pecho (Farruco Sesto; Xulio Formoso)
6. Una plegaria amorosa (Farruco Sesto; Xulio Formoso)
7. Mujer (Farruco Sesto; Xulio Formoso)
8. Por conseguir las gemas (Farruco Sesto; Xulio Formoso)
9. Subo la cuesta (Farruco Sesto; Xulio Formoso)
10. Malagueña de lo oscuro (Farruco Sesto; Xulio Formoso)
11. Bolivariana (Farruco Sesto; Xulio Formoso)
12. Quién pudiera por amor [Tríadas] (Farruco Sesto; Xulio Formoso)
13. Razones de la dialéctica (Farruco Sesto; Xulio Formoso)
14. Vamos a bailar el vals (Farruco Sesto; Xulio Formoso)
15. Vuelta hacia afuera (Farruco Sesto; Xulio Formoso)
16. Me gusta lo que pasa (Farruco Sesto; Xulio Formoso)
17. La pajarita (Farruco Sesto; Xulio Formoso)
18. El Sur no es un lugar (Farruco Sesto; Xulio Formoso)
19. Coplas de la verdad (Farruco Sesto; Xulio Formoso)

## Créditos
Músicos (orden alfabético)
- Alberto "Beto" Valderrama: Bandola oriental (10)
- Alejandro Sardá: Chelo (14)
- Alexander Livinalli: Percusión latina (17)
- Eddy Marcano: Violín (15, 16, 17)
- Eduardo Betancourt: Arpa (19)
- Elena Gil: Voz (6)
- Francisco Grillo: Trompeta (6)
- Franklin Navas: Acordeón (17)
- Gad Schliesser: Acordeón (7, 14, 15, 16)
- Isabel Palacios: Zanfoña (5)
- Jaime Martínez: Oboe (7)
- Javier Marín: Cuatro (10)
- Lerryns Hernández: Batería (9, 13, 15)
- Lilia Vera: Voz (3)
- Pablo Escalona: Saxo soprano, guitarra eléctrica (9, 15)
- Vidal Colmenares: Voz (2, 19)
- Williams Naranjo: Violín (6, 13, 14)

Músicos de planta
En el cuaderno interior del disco denominan así a la agrupación de 6 músicos que acompañó a Xulio Formoso en los conciertos de promoción del CD. En las fotografías aparecen los músicos durante una de estas presentaciones en La Casa del Artista en Caracas.
- Alexander Livinalli: Percusión
- David Carpio: Bajo
- José Antonio “Toñito” Naranjo : Flauta
- José Rafael Naranjo: Cuatro
- Pedro Colombet: Guitarra
- Ramón Rodríguez: Violín

'Producción
- Arreglos: Pedro Colombet
- Diseño gráfico: Jhonander Gamarra
- Fotografías: Javier Gracia

- Datos: Q5674897